# Evald Okas
Evald Okas (ur. 28 listopada 1915 w Tallinnie, zm. 30 kwietnia 2011 tamże) – estoński malarz i grafik.

## Życiorys
W 1939 wystawił swoje pierwsze prace. W 1941 ukończył Wyższą Państwową Szkołę Malarską w Tallinie, podczas wojny ZSRR z Niemcami został zmobilizowany do Armii Radzieckiej i służył w kolektywie estońskich malarzy w Jarosławiu. W 1944 został wykładowcą, a w 1954 profesorem w Instytucie Artystycznym Estońskiej SRR w Tallinie. Jego twórczość charakteryzuje ostrość typizacji, dramat narracji i dynamika technik kompozycyjnych i fakturalnych. Jego kompozycje często były zmysłowe i teatralne, przedstawiał na nich sceny artystyczne z dziedziny teatru i muzyki, architektury, przemysłu i życia miejskiego. Wprowadził do estońskiej tradycji malarskiej i sztuki graficznej dojrzałe i zmysłowo-erotyczne traktowanie współczesnej kobiety; malował egzotyczne kobiety z dalekich krajów oraz otwarcie erotyczne kobiece akty. Wzbogacił tradycyjną kolorystykę malarstwa estońskiego tworząc śmiałe, sugestywne rozwiązania kolorystyczne. Jego ważniejsze dzieła to m.in. Płonący tygrys (1973), seria Przemysł łupkowy Estońskiej SRR (1959, akwatinta), W.I. Lenin (1964 i 1969, sucha igła, akwatinta), seria Wrażenia z podróży do Włoch (1961, sucha igła), seria Paryż (1962, sucha igła) i akwaforty zainspirowane podróżą do Japonii w 1963, drastycznie różniące się od ogólnych tendencji w sztuce graficznej. W 1975 został akademikiem Akademii Sztuk Pięknych ZSRR.

## Odznaczenia
- Medal Sierp i Młot Bohatera Pracy Socjalistycznej (27 listopada 1985)
- Order Lenina (dwukrotnie, 1 października 1965 i 27 listopada 1985)
- Order Rewolucji Październikowej (18 grudnia 1975)
- Order Czerwonego Sztandaru Pracy (30 grudnia 1956)
- Medal „Za pracowniczą dzielność” (20 lipca 1950)
- Nagroda Państwowa Estońskiej SRR (pięciokrotnie, 1947, 1948, 1950, 1959 i 1965)

I inne.